# Mutesarriflik Jerusalem

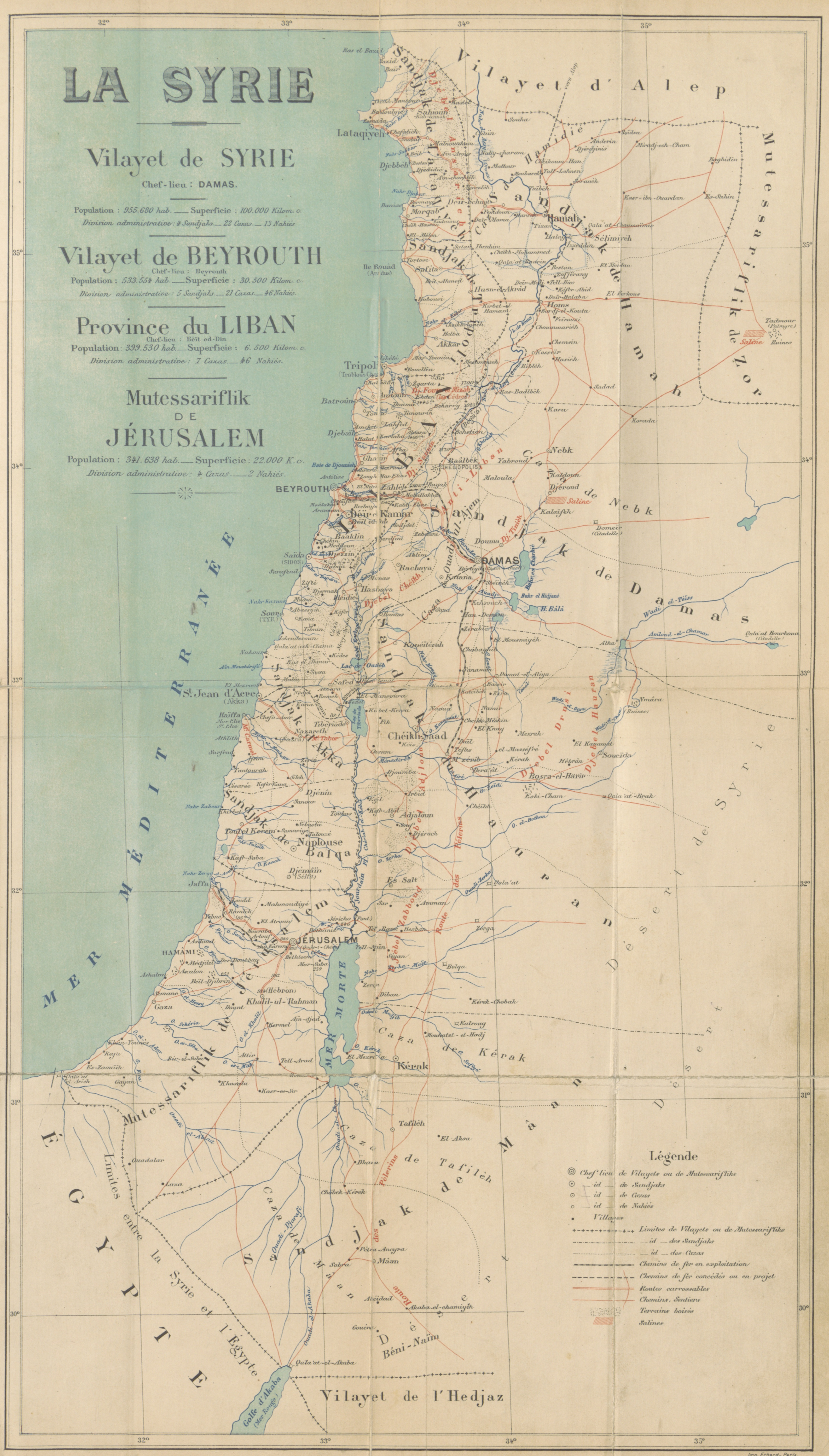
Vital Cuinet (1833–1896):
Karte Syriens von 1896

Das Mutesarriflik Jerusalem (türkisch Kudüs-i Şerif Mutasarrıflığı; arabisch متصرفية القدس الشريف), auch bekannt als das Sandschak von Jerusalem, war ein osmanischer Bezirk mit besonderem Verwaltungsstatus, der 1872 gegründet wurde. Der Bezirk umfasste Jerusalem (Kudüs) sowie die anderen Hauptorte Gaza, Jaffa, Hebron, Betlehem und Beʾer Scheva.
Der politische Status des Mutesarriflik Jerusalem war einzigartig im Vergleich zu anderen osmanischen Provinzen, da es unter die Direktherrschaft der Hohen Pforte in Konstantinopel, Hauptstadt des Osmanischen Reiches stand. Die Einwohner identifizierten sich selbst vor allem entsprechend religiöser Kriterien. Die Dörfer des Bezirks waren in der Regel von Bauern bewohnt, während die Stadtbevölkerung aus Kaufleuten, Händlern, Handwerkern, Landbesitzern und Geldverleihern bestand. Die Elite bestand aus der religiösen Würdenträgerschaft, wohlhabenden Landeignern und hochrangigen Zivilbeamten.
Das Mutasseriflik hatte eine Fläche von rund 20.000 km², 1897 eine Bevölkerungszahl von 298.653, 1914 rund 400.000.

## Geschichte
Die Hohe Pforte gliederte den Bezirk 1841 zunächst vom Eyâlet al-Scham (Sitz: Damaskus) aus und unterstellt ihn sich direkt, kam nach Monaten aber wieder als Sandschak an die Provinzregierung in Damaskus, das Hauptstadt des nach den Tanzimat-Reformen 1864 gegründeten Vilâyets Syrien war. Doch 1872 vereinigte Großwesir Mahmud Nedim Pascha dann die Sandschaks Akkon, Jerusalem und Nablus zum „Eyâlet Jerusalem“, wie in den Gerichtsregistern verzeichnet. Vom britischen Konsul wurde dies als Gründung von „Palästina in einem getrennten Eyâlet“ gewertet. Diese Neugliederung trug westeuropäisch-christlichen Interessen an der Region Rechnung.
Allerdings wurden nach weniger als zwei Monaten, noch bevor der neue Gouverneur eintraf, war diese Eyâlet Makulatur, die Sandschaks Nablus und Akkon kamen ans libanesische Vilâyet Beirut, wodurch nur noch der Sandschak Jerusalem verblieb, das noch 1872 als Mutesarriflik Jerusalem unter direkte Kontrolle der Hohen Pforte kam. 
Ab 1882 diente dieses Mutesarriflik auch als Vorposten zum nunmehr dem Osmanischen Reich entzogenen britisch kontrollierten Khedivat Ägypten. Die Südgrenze des Mutesarrifliks Jerusalem wurde im Jahre 1906 auf Betreiben der Briten neu gezogen, die an der Sicherung ihrer imperialen Ansichten interessiert waren, indem die Grenze so kurz und kontrollierbar wie möglich gemacht wurde. Ebenfalls 1906 wurde aus dem osmanisch-libanesischen Sandschak Akkon der Kaza von Nazareth als Exklave ins an das Mutesarriflik Jerusalem umgegliedert, vor allem, um ausländischen Reisenden durch Erteilung von Reisevisa für nur eine einzige Provinz den Besuch christlicher Pilgerziele zu ermöglichen.
Während der spätosmanischen Periode bildete das Mutesarriflik Jerusalem zusammen mit dem Sandschak Nablus und dem Sandschak Akkon die gemeinhin als „Südsyrien“ oder in christlichen Kreisen in westlichen Nationen „Palästina“ bezeichnete Region. Gegen Ende des 19. Jahrhunderts breitete sich die Idee, dass das Mutesarriflik Jerusalem eine eigene politische Einheit bildete, unter der gebildeten arabischen Klasse aus. Nach der Jungtürkischen Revolution schlug Nadschib Azuri, ehemals osmanischer Beamter in Jerusalem, zurückgekehrt aus dem Pariser Exil, 1908 im Osmanischen Parlament vor, das Mutesarriflik zum Vilâyet zu erheben, was aber nicht umgesetzt wurde.
Das Mutesarriflik wurde im Jahre 1917 während des Ersten Weltkrieges von der Egyptian Expeditionary Force unter der Führung General Allenbys erobert, worauf die Briten eine Besatzungszone für osmanisches Territorium namens Occupied Enemy Territory Administration South (OETA South) einrichteten, wie im Sykes-Picot-Abkommen 1916 ansatzweise angedacht, welche die osmanische Verwaltung ersetzte. Die OETA South bestand bis zu den Nabi-Musa-Unruhen von April 1920 aus dem osmanischen Mutesarriflik Jerusalem und den osmanisch-libanesischen Sandschaks Nablus wie Akkon. Nach der anschließenden Konferenz von Sanremo wurde dem britischen Militär durch den Obersten Gerichtshof die Verwaltung der OETA South entzogen und eine Zivilverwaltung unter Herbert Samuel für das Mandatsgebiet Palästina eingesetzt.

## Grenzen
Vier zeitgenössische Karten zeigen den „Quds al-Šerif Sancağı“ oder „Quds al-Šerif Mutasarrıflığı“. Die vier Karten zeigen die Grenzen von 1860 zwischen Osmanisch-Syrien und dem Chedivat Ägypten, obwohl die Grenze 1906 zur heutigen Grenze zwischen Israel und Ägypten vorgeschoben wurde und das Gebiet nördlich der Wüste Negev als „Filistin“ (Palästina) bezeichnet wurde.

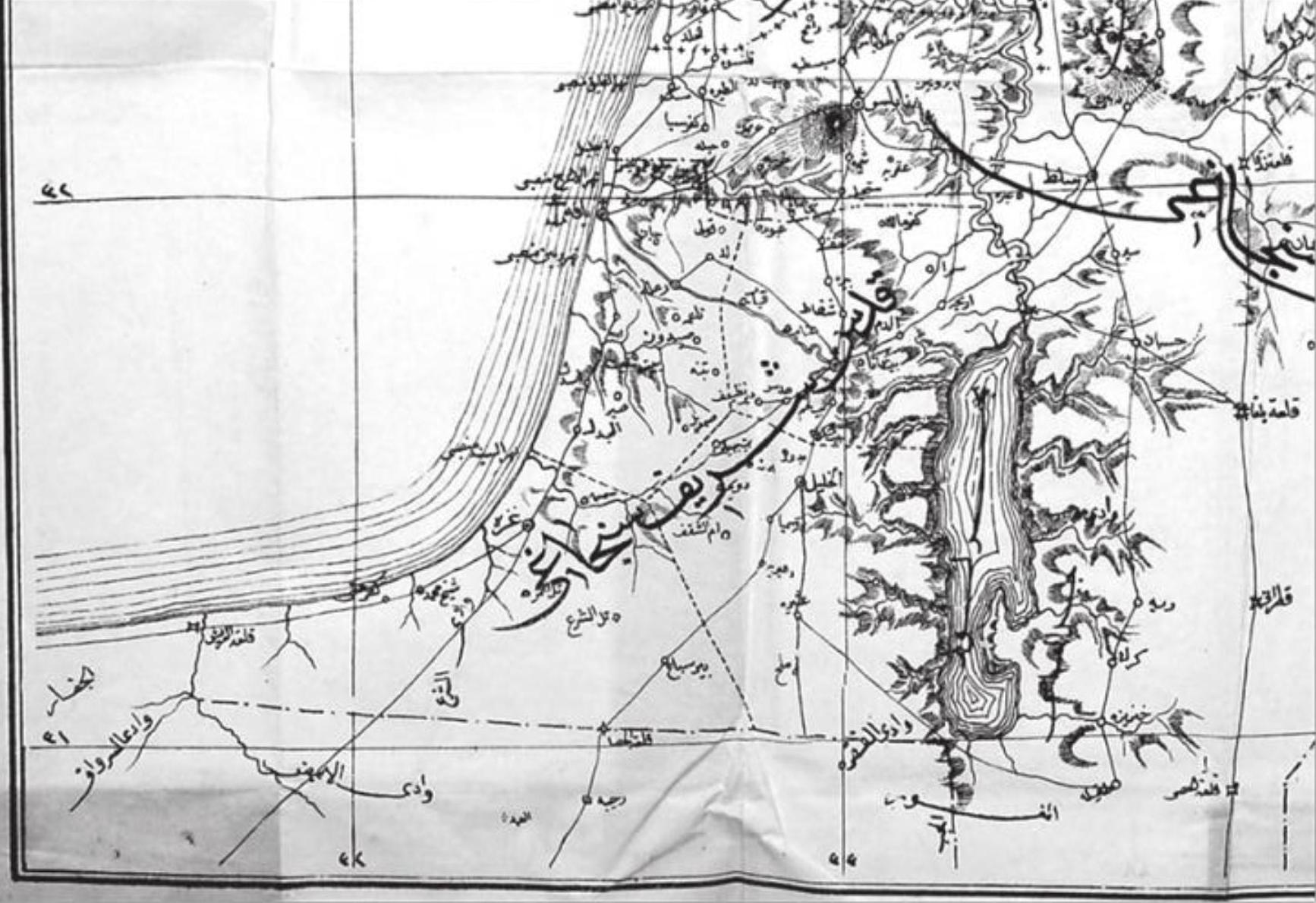
1883
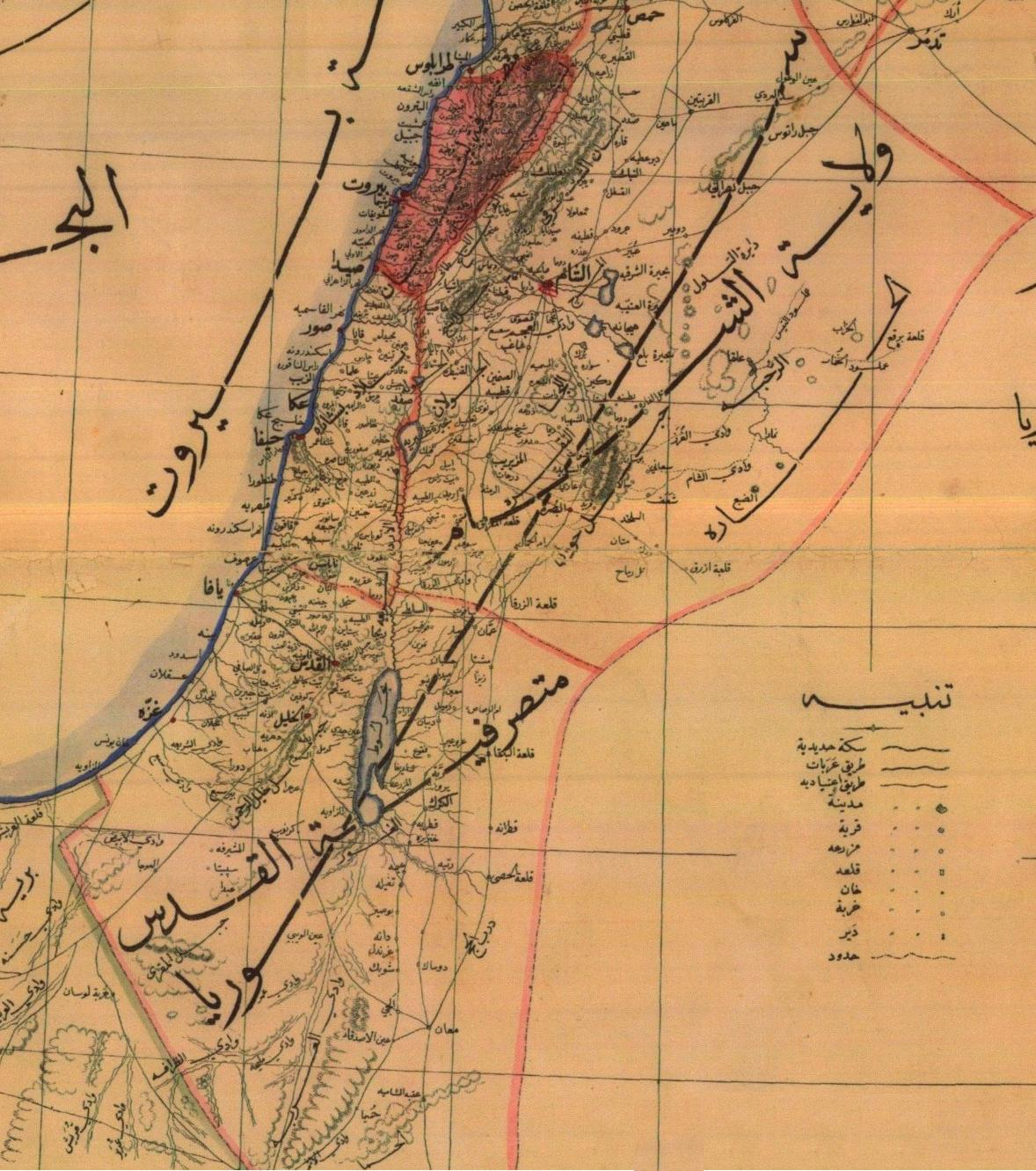
1893
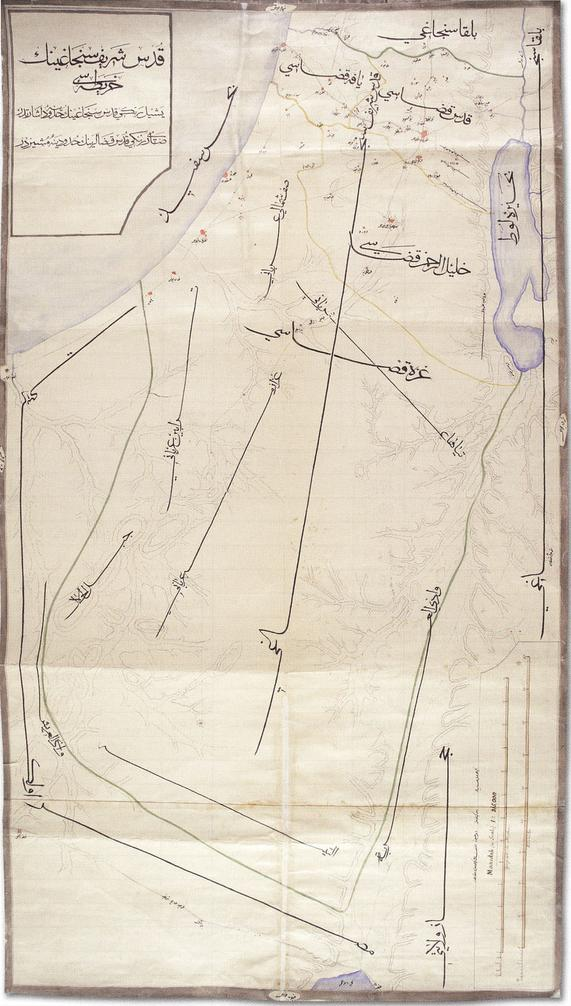
ca. 1900
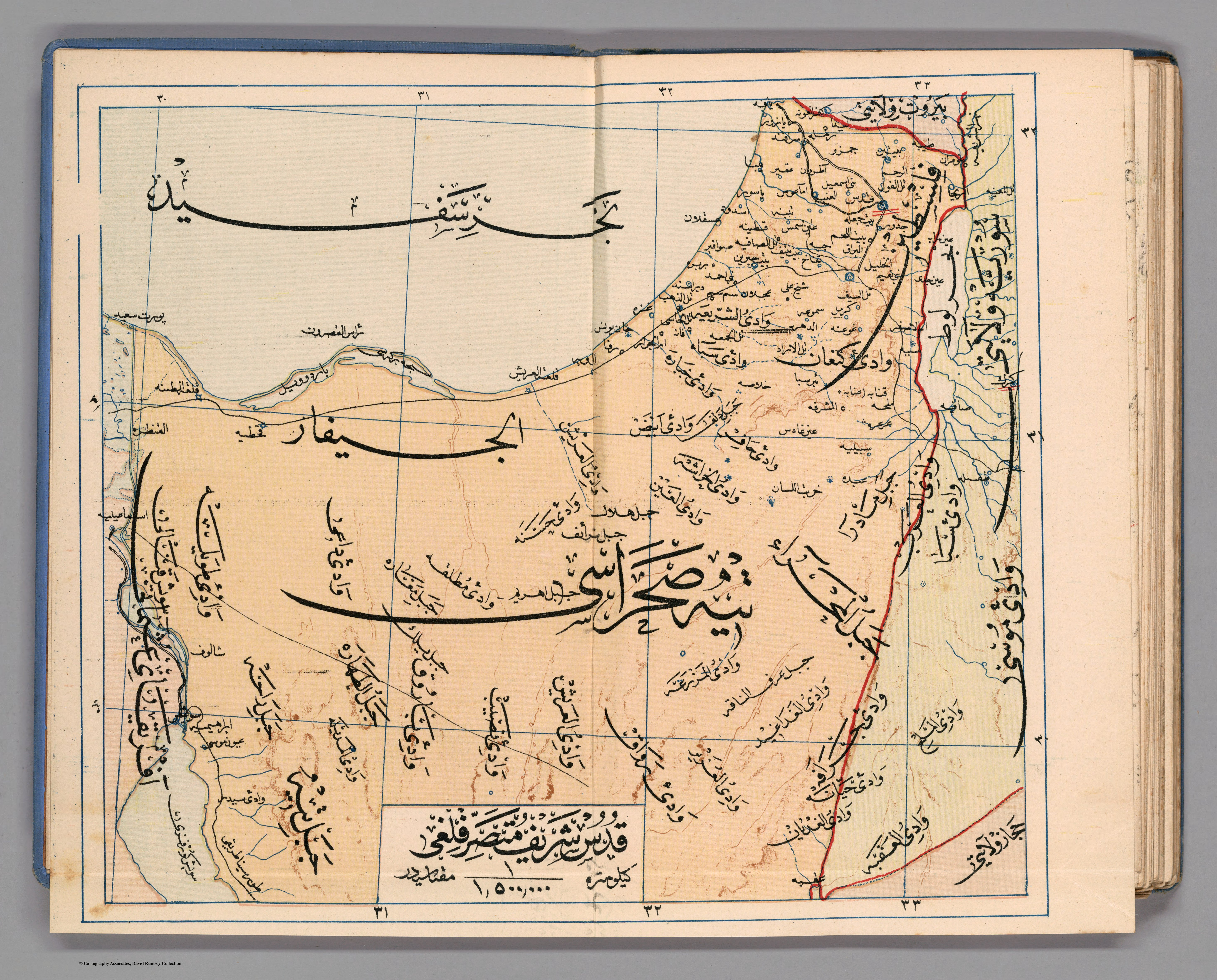
1907

Die Verwaltungseinheit wurde vom Mittelmeer im Westen, von Jordan und Totem Meer im Osten, durch eine Linie vom Jarkon zur Brücke über den Jorden nahe Jericho im Norden und durch eine Linie aus der Mitte zwischen Gaza und Arisch nach Aqaba im Süden begrenzt.

## Verwaltungsgliederung
Verwaltungseinheiten des Mutesarrifliks (1872–1909):
1. Kaza Beʾer Scheva (osmanisch قضاء بئر السبع, türkisch Birüsseb’ kazası, arabisch قضاء بئر السبع), mit den zwei Subdistrikten (Nahiya) und einem Munizip:
  1. a-Hafir (osmanisch ناحيه حفير, türkisch Hafır nahiyesı, arabisch ناحية عوجة الحفير), gegründet 1908 als Mittelpunkt zwischen Beʾer Scheva und ʿAqaba, nahe der neu vereinbarten Grenze zum Sinai[13]
  2. al-Mulayha, gegründet 1908 als neuer Mittelpunkt zwischen Hafir und Aqaba[13]
  3. Beʾer Scheva (osmanisch بلدية بئر السبع, türkisch Birüsseb’ belediyesı, arabisch بلدية بئر السبع), gegründet 1901
2. Kaza Gaza (osmanisch قضا غزّه, türkisch Gazze kazası, arabisch قضاء غزة), mit drei Subdistrikten und einem Munizip:
  1. al-Faludscha (osmanisch ناحيه فلوجه, türkisch Felluce nahiyesı, arabisch ناحية الفالوجة), gegründet 1903
  2. Chan Yunis (osmanisch ناحيه خان يونس, türkisch Hanyunus nahiyesı, arabisch ناحية خان يونس), gegründet 1903 und Munizip ab 1917
  3. al-Madschdal (osmanisch ناحيه, türkisch Mücdel nahiyesı, arabisch ناحية المجدل), gegründet 1880
  4. Gaza (osmanisch بلدية غزّه, türkisch Gazze belediyesı, arabisch بلدية غزة), gegründet 1893
3. Kaza Hebron (osmanisch قضا خليل الرحمن, türkisch Halilü’r Rahman kazası, arabisch قضاء الخليل) mit zwei Subdistrikten und einem Munizip:
  1. Beit Itab (osmanisch ناحيه بيت اعطاب, türkisch Beyt-i aʿtâb nahiyesı, arabisch ناحية بيت عطاب), gegründet 1903
  2. Beit Dschibrin (osmanisch ناحيه بيت جبرين, türkisch Beyt-i Cireyn nahiyesı, arabisch ناحية بيت جبرين), gegründet 1903
  3. Hebron (osmanisch بلدية خليل الرحمن, türkisch Halilü’r Rahman belediyesı, arabisch بلدية الخليل), gegründet 1886
4. Kaza von Jaffa (osmanisch قضا يافه, türkisch Yafa kazası, arabisch قضاء يَافَا) mit zwei Subdistrikten und einem Munizip:
  1. Niʿlin (osmanisch ناحيه نعلين, türkisch Naʿleyn nahiyesı, arabisch ناحية نعلين), gegründet 1903
  2. Ramla (osmanisch ناحيه رمله, türkisch Remle nahiyesı, arabisch ناحية الرملة), gegründet 1880, war vor 1888 Munizip und wurde 1889 als Subdistrikt neu gegründet
  3. Lydda (osmanisch بلدية, türkisch Lod belediyesı, arabisch بلدية)
5. Kaza Jerusalem (osmanisch قضا قدس, türkisch Kudüs-i Şerif kazası, arabisch قضاء القدس الشريف) mit vier Subdistrikten und zwei Munizipien:
  1. ʿAbwein (osmanisch ناحيه, türkisch Abaveyn nahiyesı, arabisch ناحية عبوين), gegründet 1903;
  2. Betlehem (osmanisch ناحيه بيت اللحم, türkisch Beytü’l lahim nahiyesı, arabisch ناحية بيت لحم), gegründet 1883 und wurde 1894 Munizip;
  3. Ramallah (osmanisch ناحيه رام الله, türkisch Ramallah nahiyesı, arabisch ناحية رام الله), gegründet 1903 und wurde 1911 Munizip,
  4. Saffa (osmanisch ناحيه صفا, türkisch Safa nahiyesı, arabisch ناحية صفّا),
  5. Jerusalem (osmanisch بلدية قدس, türkisch Kudüs-i Şerif belediyesı, arabisch بلدية القدس الشريف), gegründet 1867
  6. Beit Dschala (osmanisch بلدية, türkisch belediyesı, arabisch بلدية بيت جالا), gegründet 1912.
6. Kaza Nazaret (osmanisch قضا  الْنَاصِرَة, türkisch Nasıra kazası; arabisch قضاء الْنَاصِرَة), nach 1906 hinzugefügt

Legende: "Kaza" = Untergliederungen von Sandschaks

## Mutesarrıfen Jerusalems
Die Mutesarrıfen von Jerusalem wurden von der Hohen Pforte ernannt, um den Distrikt zu regieren. Sie hatten gewöhnlicherweise Erfahrungen als Beamte und Diener und sprachen wenig bis kein Arabisch, jedoch beherrschten sie mindestens eine europäische Sprache – zumeist Französisch.

### Vor der Abspaltung vom Eyâlet Damaskus
1. Süreyya Pascha 1857–1863
2. İzzet Pascha 1864–1867
3. Nazıf Pascha 1867–1869
4. Kamil Pascha 1869–1871
5. Ali Bey 1871–1872

### Nach der Abspaltung von Damaskus
1. Nazıf Pascha 1872–1873
2. Kamil Pascha 1873–1875
3. Ali Bey 1874–1876
4. Faik Bey 1876–1877
5. Scharif Mehmed Rauf Pascha 1877–1889
6. Resad Pascha 1889–1890
7. İbrahim Hakkı Pascha 1890–1897
8. Mehmet Tevfik Biren 1897–01
9. Mehmet Cavit Bey 1901–02
10. Osman Kazim Bey 1902–04
11. Ahmet Reşit Rey 1904–06[15]:32
12. Ali Ekrem Bolayır 1906–08[15]:39

### Nach der Jungtürkischen Revolution
1. Suphi Bey 1908–09[15]:39
2. Nazim Bey 1909–10
3. Azmi Bey 1910–11
4. Cevdet Bey 1911–12
5. Muhdi Bey 1912
6. Tahir Hayreddin Bey 1912–1913
7. Ahmed Mecid Bey 1913–1915
8. İzzet Bey 1915–1918[16]